# 花齿突蟾
花齿突蟾（学名：Scutiger maculatus）为锄足蟾科齿突蟾属的两栖动物，是中国的特有物种。分布于四川、西藏等地，常栖息于小山溪岸边的石下。其生存的海拔范围为3500至4000米。该物种的模式产地在四川甘孜。
其种加词“maculatus”意为“有斑点、斑块、斑纹的”。

## 保护
本种于2023年被收录入《有重要生态、科学、社会价值的陆生野生动物名录》。